# Сосна приморська
{{#ifeq:0|0|{{#if:|{{#if:Pinuspinaster|[[]}}|}}}}
Сосна приморська (Pinus pinaster Aiton), синонім — сосна морська (Pinus maritima Poir.) — вид сосен роду сосна родини соснових. Корінними територіями зростання є західний і південно-західний Середземноморський регіон. Назва (pinaster) виводиться з pinus + aster, що перекладається як 'сосна + зірка' через зіркоподібну (зонтикоподібну) форму крони.

## Морфологічні особливості
Дерево до 30(40) метрів, із звичайно дещо звивистим стовбуром і зазвичай відкритою кроною й канделяброподібних гіллям, що підіймається вгору. Кора дуже товста, розтріскана. Пагони кремезні, товщиною 7–15 мм. Листові бруньки великі. Дорослих рослин листки зберігаються 1.5–3 роки, мають 12–25 см завдовжки в пучках з двох (з деякими пучками 3), зі стійкими піхвами 2 см. Вони від зеленого до жовто-зеленого забарвлення, іноді сірувато-зелених відтінків, розлогі, дуже міцні, товщиною ≈ 2–2.2 мм, з дрібнозубчастими краями. Молодих рослин листки сірувато-зелені, 3–6 см завдовжки, на тонких (3 мм) пагонах, і виростають упродовж перших 2–5 років життя. Шишки злегка згинаються на коротких міцних стеблах, симетричні, важкі, яйцювато-конічні, (7)9–18(20) см завдовжки, 4–6 см завширшки в закритому стані, у зрілості насичено блискуче каштаново-коричневі у квітні через два роки після запилення і відкриваються того ж літа або до 10 років потому до 7–11 см завширшки. Зверху насіння блискуче чорнувато-коричневе, знизу матово-сіре, 7–11 × 5 мм з крилом 18–25 × 10 мм, крило жовтувато-брунатне з численними прямими темно-коричневими прожилками, крило легко видаляється з насіння.

## Поширення
Географічний діапазон: Алжир, Франція (Корсика), Гібралтар, Італія (Сардинія, Сицилія), Монако, Марокко, Португалія, Іспанія (Балеарські острови), Туніс.

## Використання
Найбільший штучний ліс у світі, 900 000 га (Ліс Ланд) на атлантичному узбережжі південної Франції, майже повністю засіяний цим видом. Спочатку він був посаджений (з 1789 р.) не для деревини, а для меліорації, з величезною площею зсувних піщаних дюн, що загрожують родючим сільськогосподарським угіддям далі вглиб країни.
Вид широко висаджували в інших частинах світу з середземноморським кліматом, і зараз він натуралізований в Південній Африці та в інших місцях; останніми роками висадка за межами Європи значно зменшилась, оскільки P. radiata дає більші врожаї лісу кращої якості за тих же умов. Однак P. radiata не забезпечує таку ж кількість смоли та скипидару, а P. pinaster все ще є найважливішою сосною в Європі для виробництва смоли.
Шишки широко продаються для різдвяних прикрас.

## Галерея

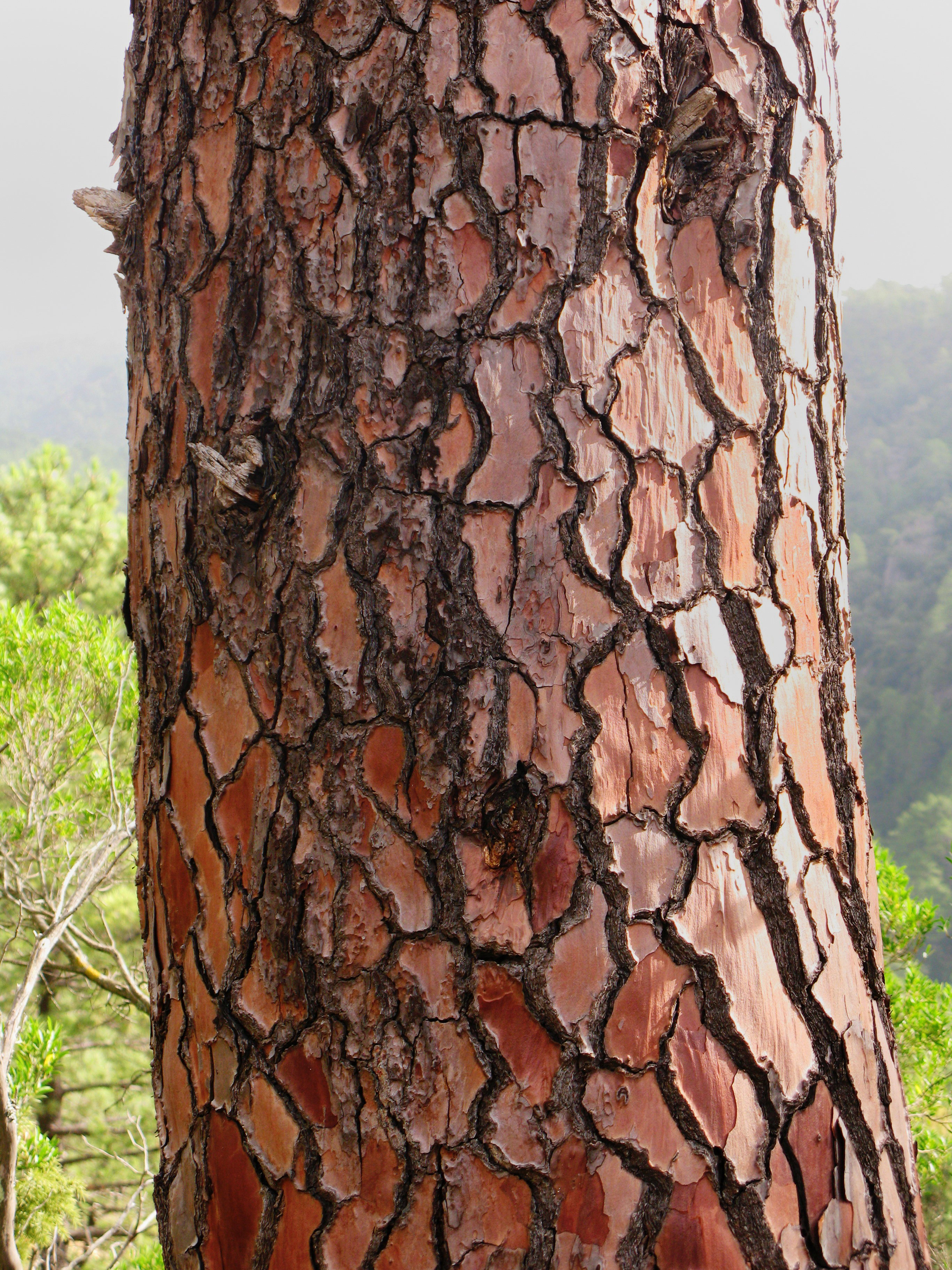
кора
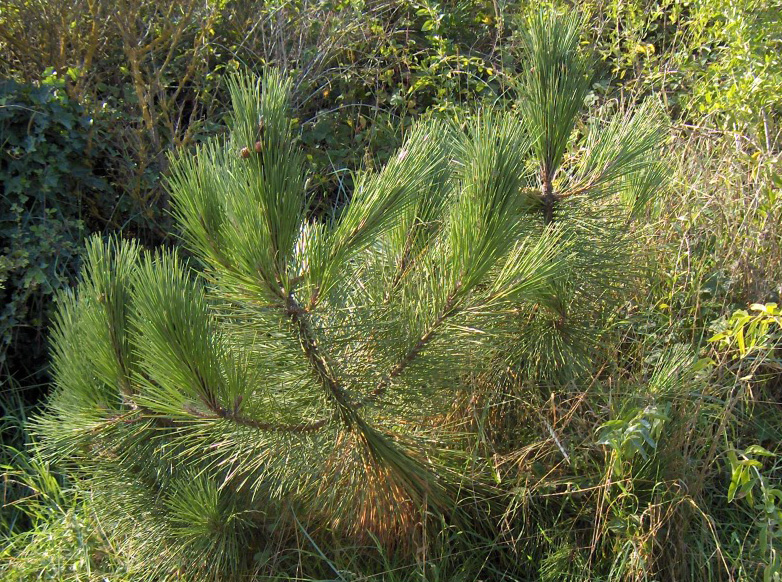
листки
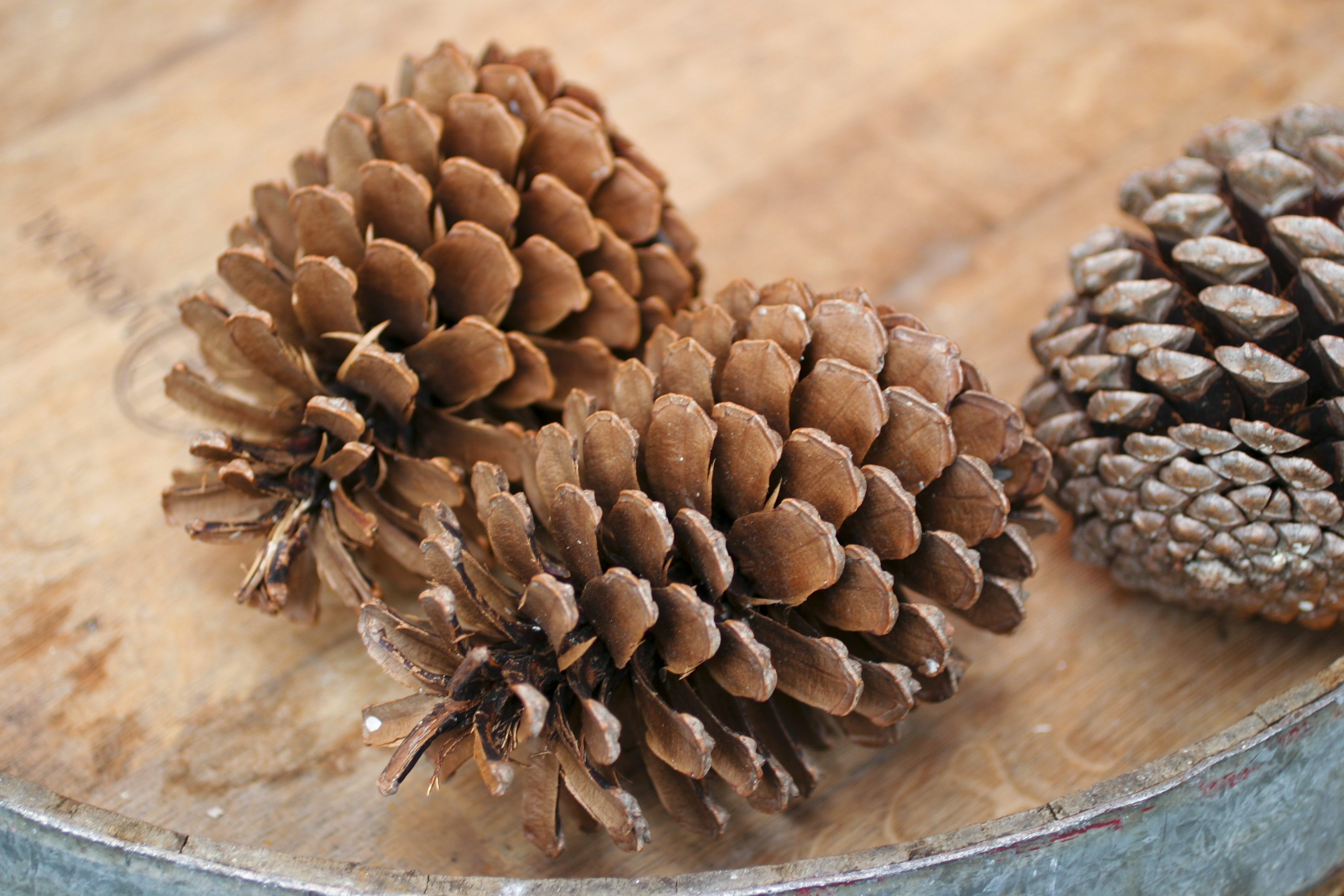
насіннєві шишки
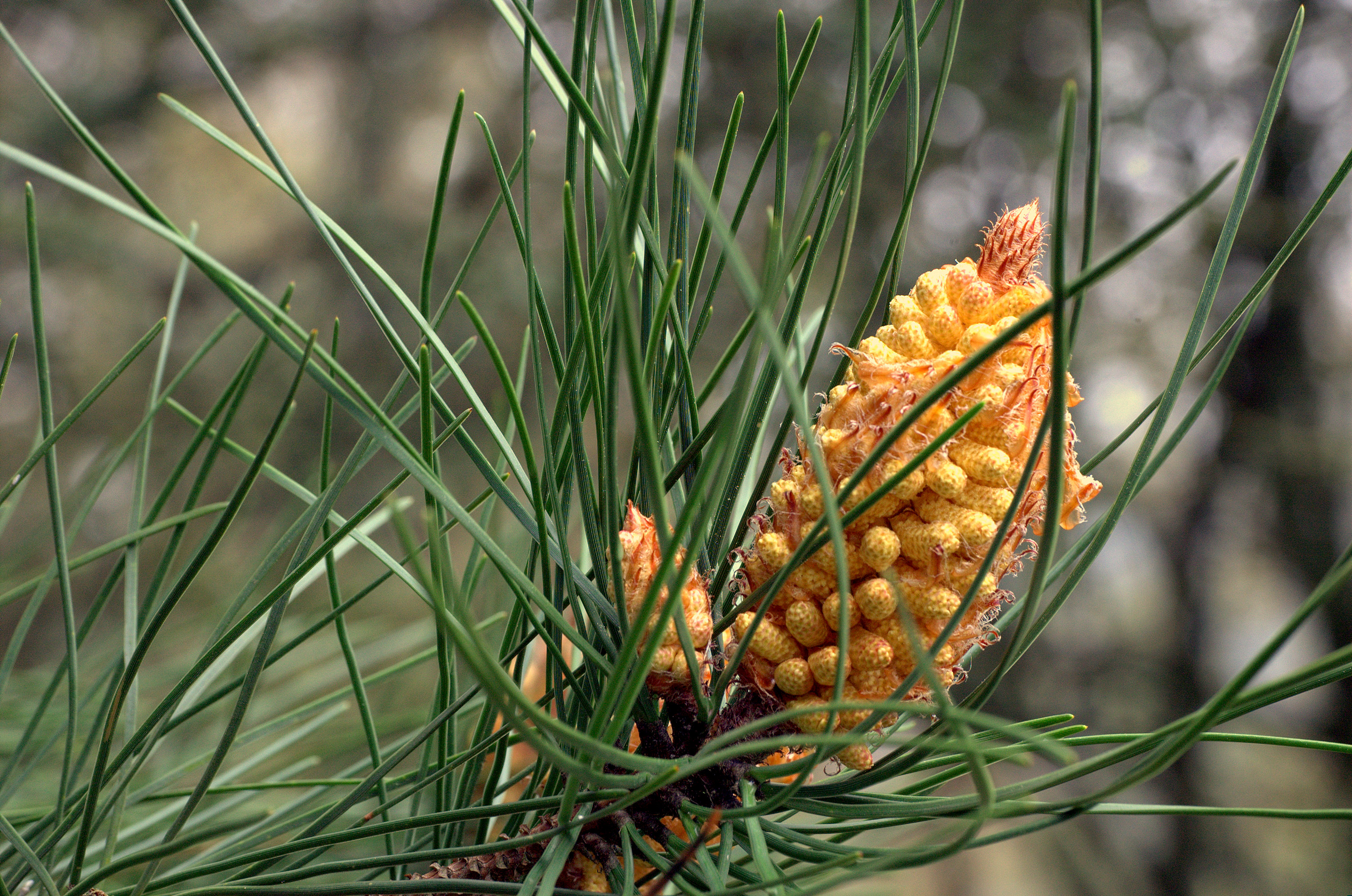
чоловічі шишки
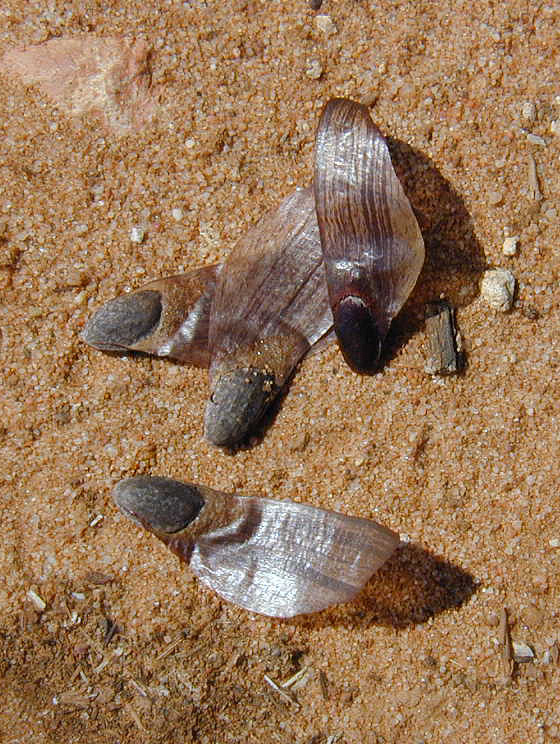
насінини